# Himantopterus fuscinervis
Himantopterus fuscinervis is een vlinder uit de familie van de Himantopteridae. De wetenschappelijke naam van de soort is voor het eerst geldig gepubliceerd in 1836 door Wesmael.